# Všeobecná mobilizace v Rakousko-Uhersku v roce 1914

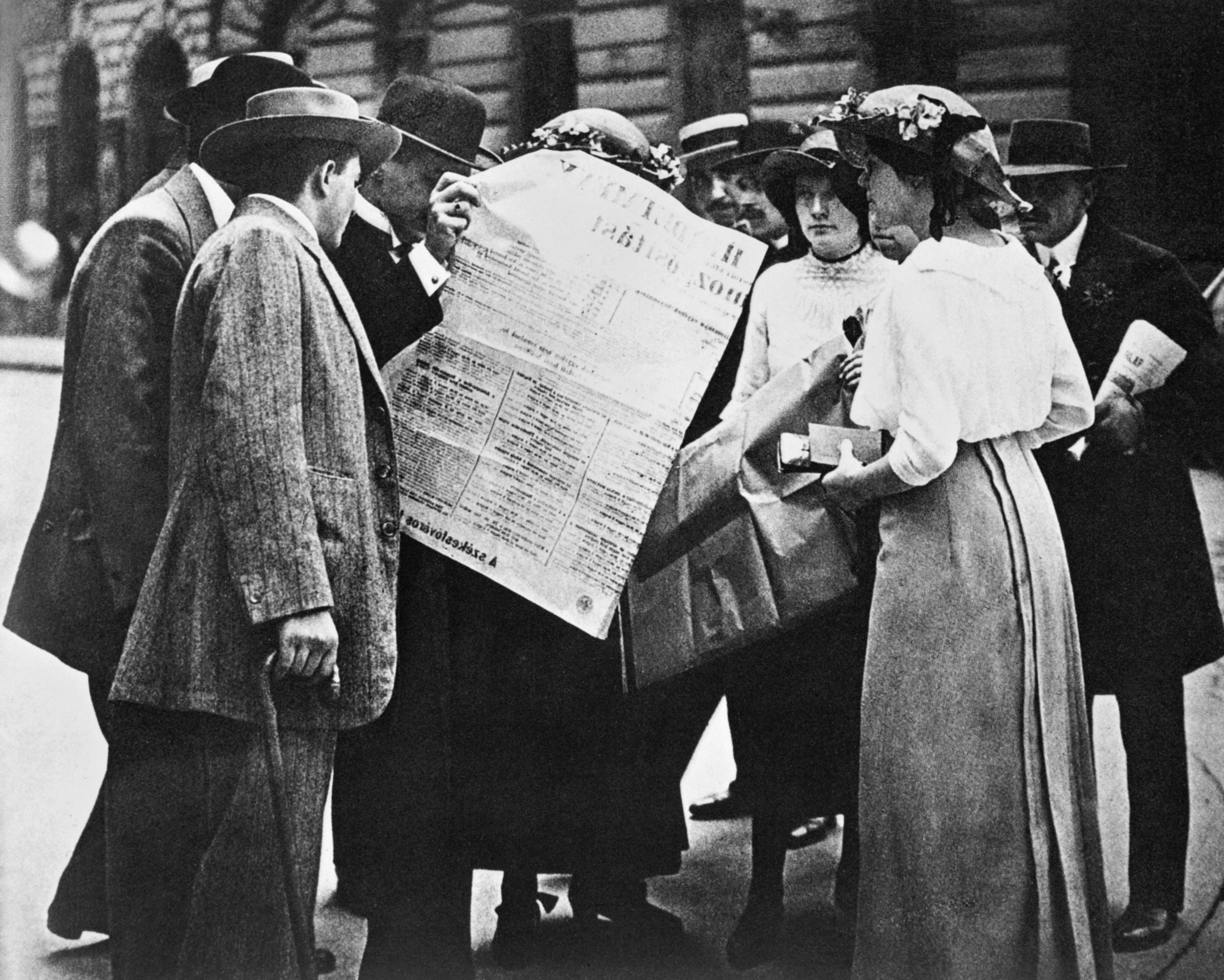
Obyvatelé Budapešti čtou noviny o vyhlášené všeobecné mobilizaci v Rakousko-Uhersku

Všeobecná mobilizace v roce 1914 byla uskutečněna v Rakousko-Uhersku v létě 1914 na počátku první světové války, dne 26. července, dva dny před vyhlášením války Rakousko-Uherska Srbsku. Dotkla se všech částí mocnářství, s výjimkou Haliče, kde byla realizována později. 
Mobilizace v případě války byla jako jedna z mála upravena předpisy v celém Rakousko-Uhersku stejně. Byla proto realizována jednou vyhláškou na území celé monarchie. 

## Průběh mobilizace

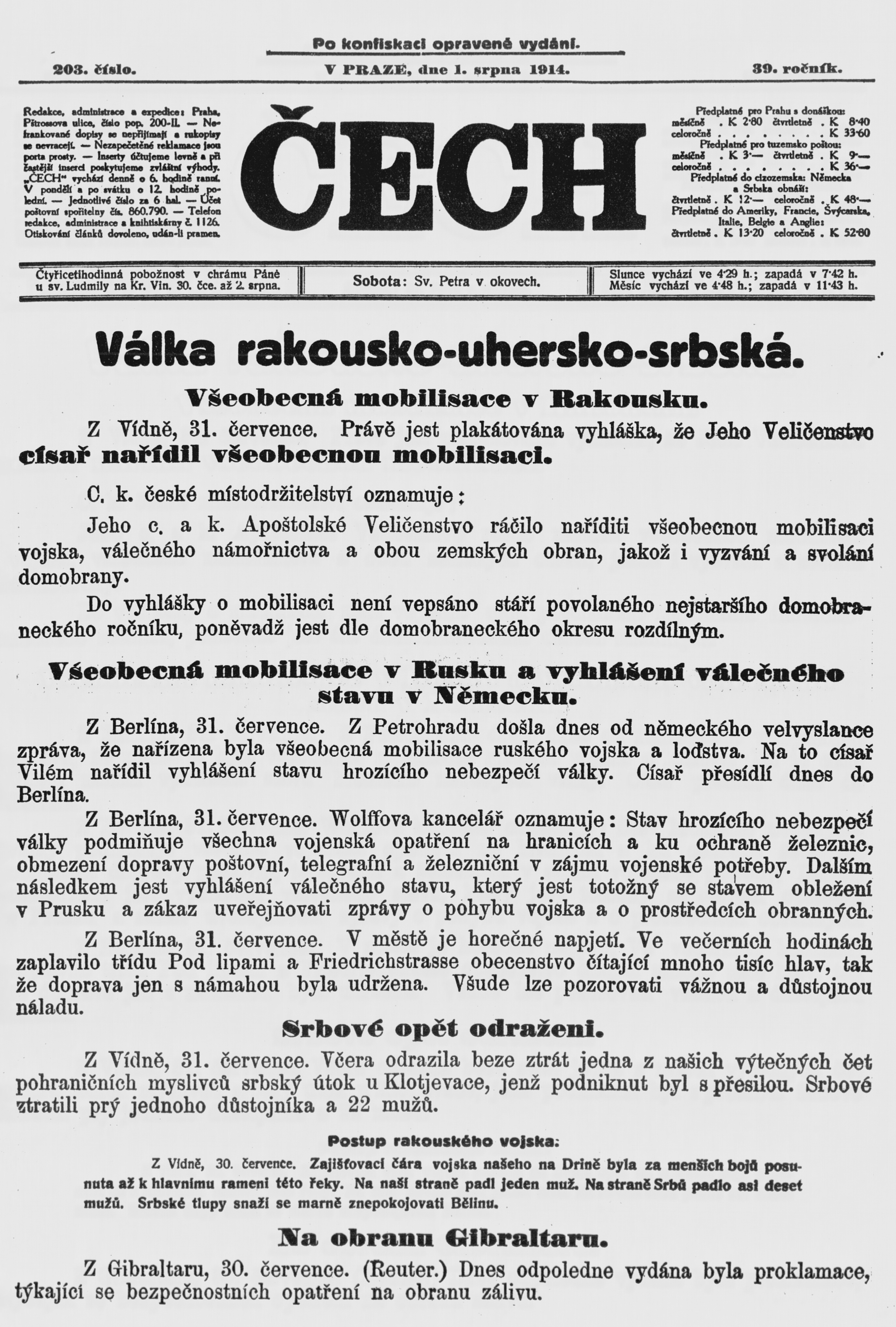
Informace o všeobecné mobilizaci na titulní straně deníku Čech z 1. srpna 1914

Mobilizace měla za cíl zvýšit početní stavy rakousko-uherského vojska pro vedení efektivní války se Srbskem. Tisk v Rakousko-Uhersku o ní začal spekulovat okolo 10. července 1914, kdy mobilizovalo částečně Srbsko. Nakonec byla vyhlášena dne 26. července 1914 jako mobilizace částečná (osmi sborů rakousko-uherské armády), o pět dní později (31. července 1914) však byla změněna na mobilizaci všeobecnou. Povolány byly ročníky 1877 až 1892 (muži ve věku 22 až 37 let); ročníky 1892 až 1882 byly přiděleny k armádě a ročníky 1881 až 1877 k domobraně. V srpnu byly následně povolány ještě ročníky 1872 až 1876. Podle rakousko-uherských zákonů mohly být do armády nebo do domobrany (německy Landsturm) povolávány osoby mladší čtyřiceti dvou let. 
Branci se měli přihlásit do 24 hodin k svým útvarům. Mobilizace se na území českých zemí týkala vojenských sborů v Praze (VIII. pražský sbor), Litoměřicích (IX. litoměřický sbor), na Moravě potom nastupovali odvedenci do I. krakovského a II. vídeňského sboru.
Mobilizace probíhala v českých zemích bez závažnějších komplikací, násilností nebo protestů. Přesto byly pro hladký průběh mobilizace omezeny některé občanské svobody. 

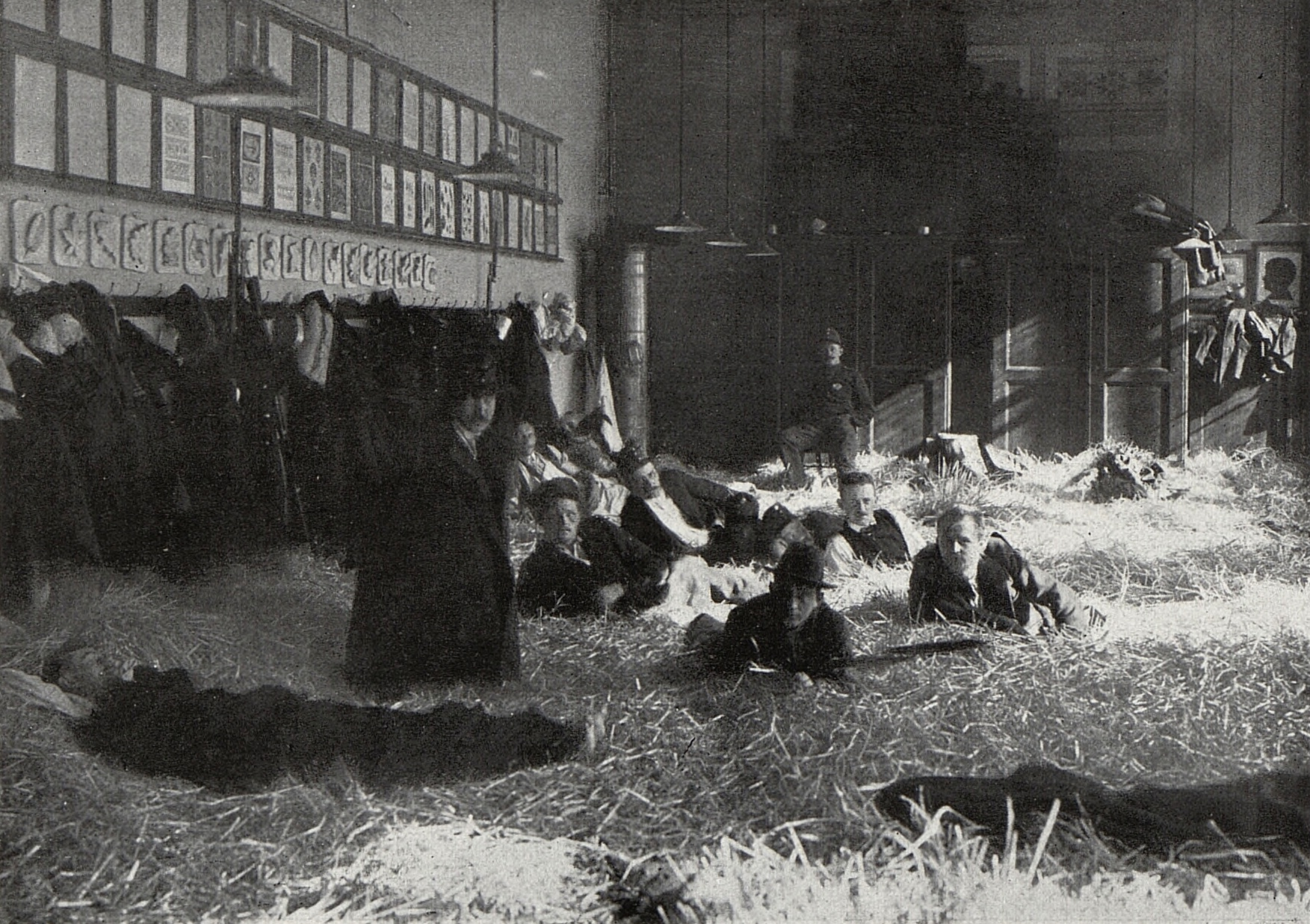
Vojáci ubytovaní ve školní kreslírně na Smíchově. (Světozor, 14.8.1914)

Tak velký nárůst početního stavu armády znamenal značné logistické problémy. Armáda se proto rozhodla zabrat pro potřeby ubytování vojáků některé budovy škol. Opatření, které během letních prázdnin počítalo s uzavřenými školami nicméně po září 1914, kdy byl zahájen nový školní rok, značným způsobem omezilo výuku. Některé nově ustanovené jednotky z branců byly navíc problematické kvality, počet dobře trénovaných vojáků byl rovněž nedostatečný a nedostávalo se kvalitní výzbroje, např. pušek nebo děl. V okrajových částech monarchie, např. v Dalmácii se pro domobranu nedostávalo zimních bot a oblečení.
Mobilizací se početní stavy vojska měly zvýšit z cca 440 tisíc vojáků na 3,4 milionu lidí v uniformě, ve skutečnosti bylo povoláno méně lidí a spousta z nich navíc působila v podpůrných oblastech (logistika, administrativa apod.). I přesto bylo Rakousko-Uhersko v nezáviděníhodné pozici, neboť po mobilizaci měly státy Dohody k dispozici početnější vojska než Trojspolek.

## Hospodářské dopady
Vyhlášení mobilizace během žní způsobilo značné problémy ve výrobě potravin, oslabilo téměř všechny oblasti rakousko-uherského hospodářství a vyvolalo přirozeně míry nevole a nedůvěry mezi obyvatelstvem monarchie. Okolo sta tisíc lidí muselo být z armády záhy po mobilizaci propuštěno pro potřeby udržení fungování dopravy (zejména železnice) a také pošty a telegrafu.
Rakousko-uherský stát přislíbil rodinám odvedených, které byly závislé na jejich příjmu, vyplácet finanční podporu.

## Reakce veřejnosti

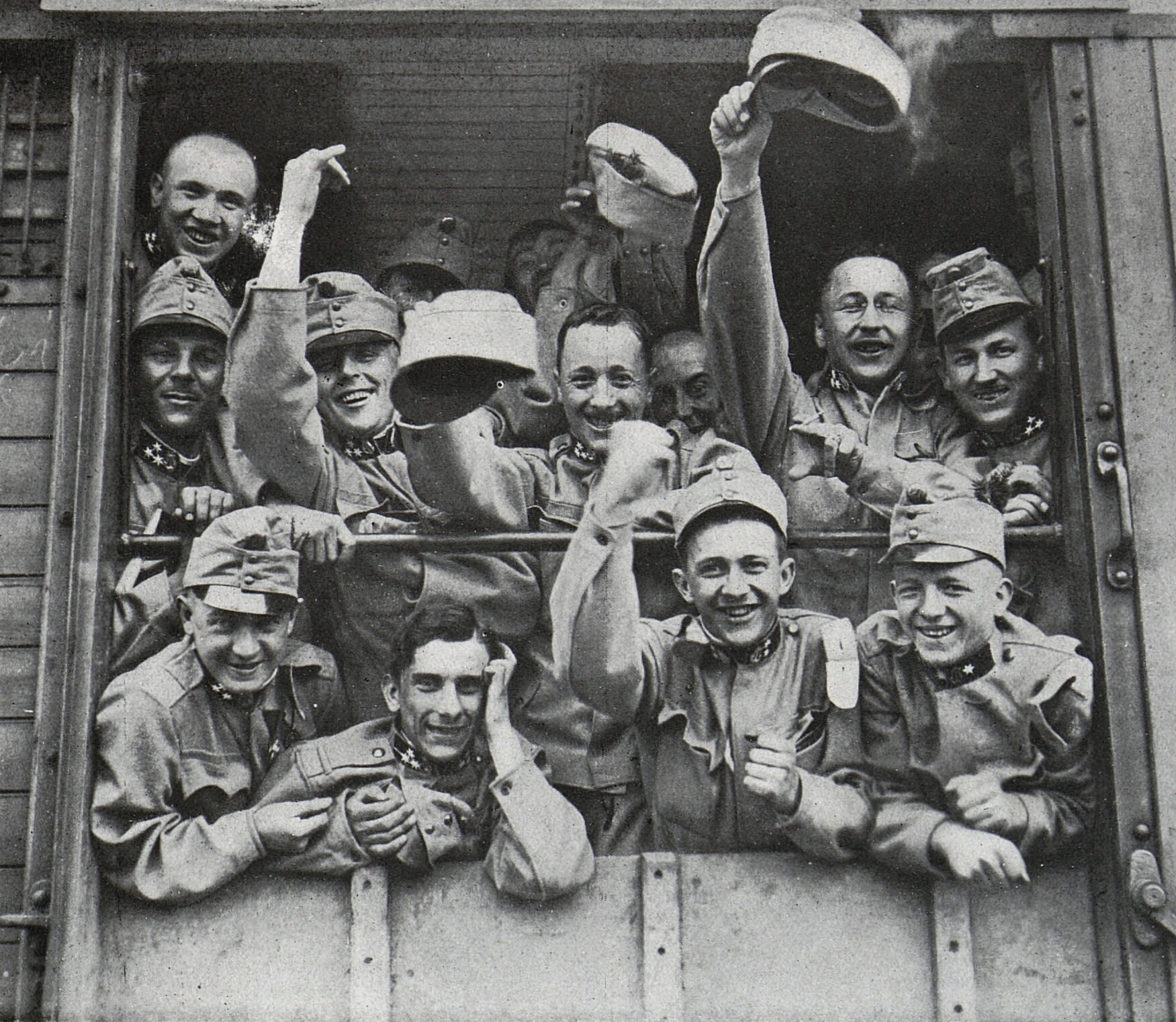
"Mobilisace ve Vídni: Nálada Vídeňáků (vojenská kapela) při odjezdu." – Český svět, 7.8.1914

Provedení mobilizace a odchod mladých lidí do armády bylo přijato u různých národností monarchie různě. Německé a maďarské obyvatelstvo jej přijalo s nadšením, v německy a maďarsky hovořících částech monarchie tisk burcoval veřejnost k podpoře války, docházelo k spontánním útokům proti těm, kteří byli proti vedení konfliktu, nebo sympatizovali se Srbskem a Ruskem (ať už skutečně, nebo domněle). Například Češi odchod do války nesli s mnohem nižším odhodláním, neboť válka byla vedena proti Srbsku a Rusku, zemím, které byly mezi českým obyvatelstvem vnímány pozitivně. 